# Odskoczek
Odskoczek (Microdipodops) – rodzaj ssaków z podrodziny szczuroskoczków (Dipodomyinae) w obrębie rodziny karłomyszowatych (Heteromyidae). 

## Zasięg występowania
Rodzaj obejmuje gatunki występujące w Stanach Zjednoczonych.

## Morfologia
Długość ciała (bez ogona) 66 mm, długość ogona 67–103 mm, długość ucha 10 mm, długość tylnej stopy 23–27 mm; masa ciała 10–17 g.

## Systematyka
Rodzaj zdefiniował w 1891 roku amerykański zoolog Clinton Hart Merriam w artykule poświęconym opisowi nowego rodzaju i dwóch nowych gatunków północnoamerykańskich ssaków, opublikowanym w czasopiśmie North American Fauna . Na gatunek typowy Merriam wyznaczył (oznaczenie monotypowe) odskoczka ciemnego (M. megacephalus).

### Etymologia
Microdipodops:  μικρος mikros ‘mały’; rodzaj Dipodops Merriam, 1890 (szczuroskoczek).

### Podział systematyczny
Do rodzaju należą następujące gatunki:
| Grafika | Gatunek                    | Autor i rok opisu | Nazwa zwyczajowa | Podgatunki     | Rozmieszczenie geograficzne | Podstawowe wymiary                           | Status IUCN |
| ------- | -------------------------- | ----------------- | ---------------- | -------------- | --- | -------------------------------------------- | ----------- |
|         | Microdipodops megacephalus | Merriam, 1891     | odskoczek ciemny | 12 podgatunków | północno-wschodni Oregon, północna-wschodnia i środkowo-wschodnia Kalifornia, Nevada, skrajnie południowo-zachodnie Idaho i zachodni Utah | DC: około 6,6 cm DO: 6,7–10,3 cm MC: 10–17 g | LC          |
|         | Microdipodops pallidus     | Merriam, 1901     | odskoczek jasny  | 5 podgatunków  | zachodnio-środkowa i południowo-środkowa Wielka Kotlina (Nevada), rozłącznie w Deep Springs Valley (wschodnia Kalifornia)                 | DC: około 6,6 cm DO: 7,4–9,9 cm MC: 10–17 g  | LC          |

Kategorie IUCN:  LC  – gatunek najmniejszej troski.